# Brogdale Farm, National Fruit Collection
Brogdale Farm, National Fruit Collection en español : Granja de Brogdale, Colección Nacional de Frutales, es un jardín botánico que consta de 150 acres de huertos de árboles frutales. 

## Localización
"National Fruit Collection", Crop Technology Centre, Brogdale Farm, Brogdale Road, Faversham Kent, ME13 8XZ United Kingdom-Reino Unido
Se encuentra ubicado a 1,5 millas al sur de Faversham, Kent en el sur de Inglaterra.
Planos y vistas satelitales.51°19′04″N 0°53′34″E / 51.31778, 0.89278

## Historia
La Colección Nacional de Frutas de Defra en Brogdale es una de las mayores colecciones de cultivos de frutas en el mundo y está reconocida tanto en el Reino Unido como a nivel internacional como un recurso genético muy valioso. El Equipo de Servicios de Asesoría de la Universidad de Reading y Brogdale Farm tiene como objetivo aumentar la utilidad y la seguridad de la colección, desarrollándola como un recurso para su uso en futuras investigaciones y mejoramiento.
Los recursos fitogenéticos permiten que los cultivos se adapten ante las crecientes presiones de las plagas y enfermedades, los requisitos cambiantes del mercado y las incertidumbres que plantea el cambio climático global, al tiempo que se aborda la creciente necesidad de responsabilidad ambiental.
Para apoyar los continuos esfuerzos de mejoramiento necesarios para abordar los desafíos de seguridad alimentaria, se está desarrollando la colección como una entidad dinámica que representa la diversidad dentro de cada especie de cultivo, incluyendo variedades de importancia histórica y actual para el Reino Unido e incorporando accesiones que contienen caracteres importantes, por ejemplo, resistencia a enfermedades y calidad del fruto.
« Fast Ltd » actualmente es el responsable del mantenimiento de las colecciones nacionales de frutas de Brogdale, Faversham, en asociación con la Universidad de Reading en nombre del "Department for Environment, Food and Rural Affairs" (Defra).
Las colecciones existentes tienen una gran importancia tanto nacional como internacional.

## Colecciones Vegetales

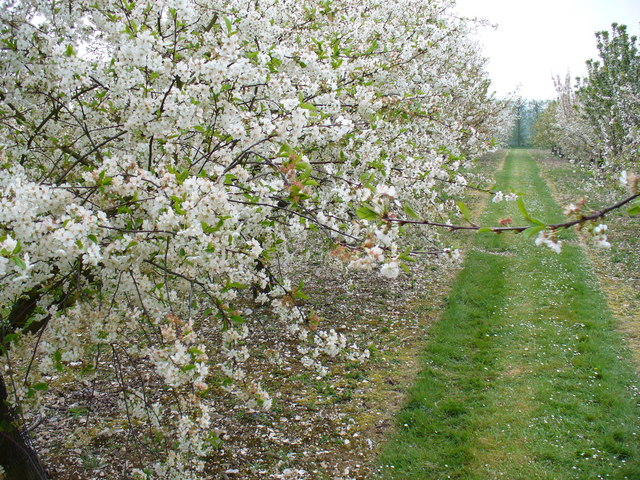
Primavera en Brogdale Farm.

Las colecciones contienen más de 3.500 accesiones de diferentes variedades de frutas entre otros se cultivan más de 2,040 variedades de manzanas, 502 de peras, 350 de ciruelas, 322 de cerezas y pequeñas colecciones de frutas de arbustos, nueces y uvas, en 150 acres (61 ha) de huertos. 
Forman parte de la contribución del Reino Unido a un esfuerzo internacional para proteger, caracterizar y poner a disposición recursos fitogenéticos para la mejora de los cultivos. Las accesiones están disponibles gratuitamente para investigación y mejoramiento, en 150 acres (61 ha) de huertos y varios componentes del trabajo que se realizan tienen como objetivo mejorar la utilidad del material vegetal, como el análisis genético y proporcionar acceso público a la información.